# Биотехнологии в Иране
Биотехнологии в Иране — одна из динамично развивающихся в стране отраслей экономики.

## Современное состояние
В настоящее время в Иране широкое развитие получил сектор биотехнологий, являющийся одним из передовых направлений в развитом мире. В ИРИ есть два ведущих региональных учреждения, занимающихся разработкой и производством вакцин — Институт Рази по созданию сывороток и вакцин и Иранский институт Пастера. В январе 1997 года была создана Иранская биотехнологическая организация (ИБО), основная задача которой — контролировать все биотехнологические исследования, приводящиеся в Иране.

## Биотехнологии в сельском хозяйстве
Успешные исследования в сельскохозяйственной сфере помогли вывести высокоурожайные сорта с повышенной устойчивостью, которые также могут выращиваться в суровых погодных условиях. Иранские учёные, проводящие исследования в сфере агрономии, работают совместно с международными институтами для того, чтобы общими усилиями отыскать лучшие технологические процессы для выращивания урожая, вывести новые генотипы, которые помогут не только победить не урожайность, но и смогут увеличить плодородность. В первые иранские власти одобрили генетически модифицированный (ГМ) рис в 2005 году. В настоящее время данный вид риса выращивается повсеместно в Иране, что позволяет удовлетворить потребности страны в данном продукте. Кроме ГМ-риса, Иран вывел несколько ГМ-растений: устойчивые к насекомым кукурузу, хлопок, картофель, сахарную свеклу, устойчивую к гербицидам канолу, устойчивую к минерализации почвы и засухе пшеницу, устойчивые к различным заболеваниям пшеницу и кукурузу.

## Клонирование животных
Первое животное в Иране было клонировано Институтом Ройан Клонированная овца родилась 2 августа 2006 года, ягненок выжил в первые два критических месяца после своего рождения.

## Фармацевтика
В конце 2006 года Иран стал третьим производителем различных лекарственных препаратов в мире, а иранские биотехнологи объявили, что поставили на рынок Синновекс (интерферон бета 1а). Согласно исследованию Дэвида Моррисона и Али Хадемхосеини, которые представляют Гарвард и Кембридж соответственно, иранские работы по изучению стволовых клеток входят в ТОП-10 лучших работ мира по данному вопросу. Иран инвестировал 2,5 миллиарда в изучение стволовых клеток в течение 5 лет (2008—2013 гг.) Иран также занимает одно из лидирующих мест в мире по трансплантации стволовых клеток.
В 2010 году Иран начал массовое производство глазных био-имплантатов, именуемых САМТ. Имплантат САМТ стал 10 проектом, начиная с 1992 года, правительство Ирана начало инвестировать в биотехнологии. Четвёртым иранским био-имплантом массового производства, после кости, сердечных клапанов и сухожильных имплантотов, является Лайфпатч 12 стран в мире производят биотехнологические препараты, и Иран является одной из этих стран. Согласно базе данных Скопус в 2014 году иранские биотехнологи опубликовали около 4000 статей, а сам Иран занял 21 место в области биотехнологий.
Работы видного иранского учёного Альхазена, который сыграл весьма важную роль в развитие современной оптики, продолжил Али Джаван, ученый, которому удалось изобрести газовый лазер. Лазерная оптика используется в оптическом волокне — одной из ключевых технологий для современного интернета.
В 2010 году иранская биофармацевтическая компания Ариоджен Биофарма предоставила самые широкие и самое современные наукоемкие возможности для производства терапевтических моноклональных антител в регионе. По состоянию на 2012 год, Иран производил 15 типов моноклональных препаратов. Всего несколько западных компаний производят подобные лекарственные препараты против рака.